# Peckhamia (czasopismo)
Peckhamia – recenzowane czasopismo naukowe otwartego dostępu publikujące artykuły dotyczące skakunowatych. Wydawcą jest Peckham Society, międzynarodowe towarzystwo przyrodników i naukowców zajmujących się tą grupą pająków. Czasopismo wydawane jest od 1977, a jego obecnym redaktorem jest David E. Hill. Od numeru 92.1 z 2011, pismo wychodzi zarówno w formie elektronicznej, jak i drukowanej.
Wiele gatunków zostało opisanych po raz pierwszy w tym czasopiśmie, m.in.: Maratus harrisi (2011), Saitis mutans (2012), Saitis virgatus (2012), Maratus robinsoni (2012), Maratus spicatus (2012) oraz Maratus velutinus (2012).
Peckhamia jest abstraktowana i indeksowana przez The Zoological Record.